# Carsten Bunk
Carsten Bunk (Berlino, 29 febbraio 1960) è un ex canottiere tedesco, laureatosi campione olimpico per la Germania Est nel quattro di coppia a Mosca 1980 insieme a Frank Dundr, Uwe Heppner e Martin Winter.
Dopo aver gareggiato nel singolo a livello juniores, passò al quattro di coppia in occasione dei giochi di Mosca.
Sempre nel 1980 si è laureato campione nazionale, due anni dopo ha chiuso l'attività agonistica.

## Palmarès
- Giochi olimpici

Mosca 1980: oro nel quattro di coppia.